# Érick Gutiérrez
Érick Gabriel Gutiérrez Galaviz (Los Mochis, 15 de junho de 1995), é um futebolista profissional mexicano que atua como meia, atualmente defende o Chivas Guadalajara.

## Carreira
Gutiérrez fez parte da Seleção Mexicana de Futebol nas Olimpíadas de 2016.

## Títulos
Pachuca
- Liga MX: Clausura 2016

PSV Eindhoven
- Copa dos Países Baixos: 2021–22, 2022–23